# Druckbegrenzer

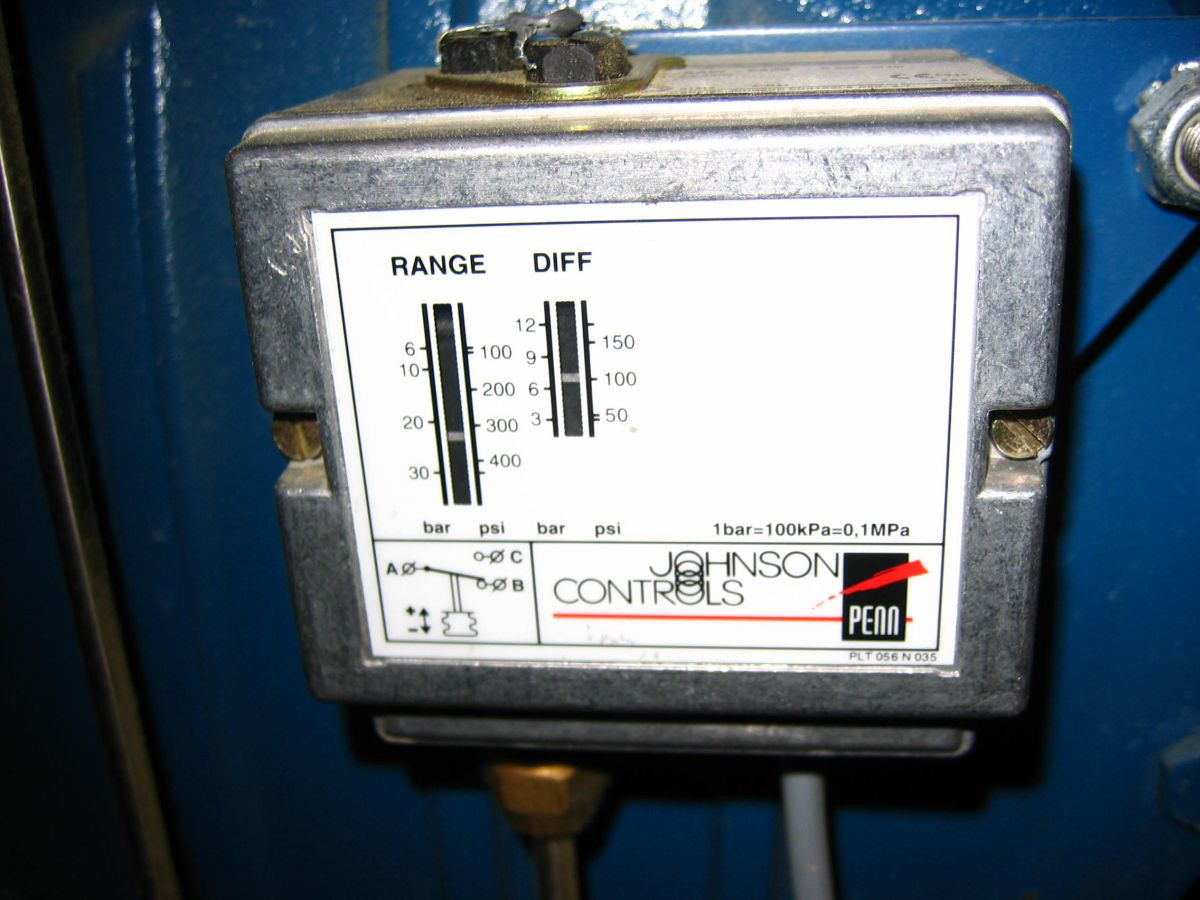
Druckbegrenzer in einer Kälteanlage

Der Druckbegrenzer ist ein sicherheitsrelevantes Ausrüstungsteil, um Anlagenteile vor unzulässigen Drücken zu schützen. Nach EN 50156-1 ist der Begrenzer ein Signalgeber, der bei Erreichen eines festeingestellten Grenzwertes ... die Energiezufuhr unterbricht und in diesem Zustand verbleibt, bis er manuell zurückgesetzt wird.
Das Bauteil wird eingesetzt, um elektrische Schaltfunktionen einzuleiten, wenn der zulässige Druck von Anlagenteilen über- oder unterschritten wurde (Maximaldruck- und Minimaldruckbegrenzer). Im Gegensatz zum Druckwächter werden die Schaltkontakte des Druckbegrenzers verriegelt, so dass die Anlage nach Wiedererreichen eines zulässigen Druckes nicht selbständig wieder anläuft. Der Druckbegrenzer muss durch manuellen Eingriff entweder am Gerät selbst oder durch eine elektrische Schaltung entriegelt werden. Der Druckbegrenzer wird insbesondere dann gefordert, wenn zu erwarten ist, dass das Eintreten eines unzulässigen Anlagenzustands die Folge einer Störung der Anlage ist und das Eingreifen des Bedienungspersonals erforderlich ist.
Der Druckbegrenzer wird in dem technischen Regelwerk für bestimmte Druckgeräteanlagen gefordert, z. B. an Dampfkesselanlagen, Kälteanlagen oder chemischen Reaktoren, in denen exotherme Reaktionen ablaufen können. Typische Schaltfunktionen von Druckbegrenzern sind: Schließen von Ventilen, Abschalten von Pumpen oder Verdichtern. Soweit der Grenzwert des Druckbegrenzers z. B. durch eine Spindel verstellt werden kann, muss die Einstellung gegen unbefugte Änderung gesichert werden, z. B. durch Verplomben oder Siegellack.
Wenn Druckbegrenzer in Anlagen eingebaut werden, die der Druckgeräterichtlinie unterliegen, gelten sie als Ausrüstungsteile mit Sicherheitsfunktion und müssen nach dieser EG-Richtlinie zertifiziert sein.
Druckbegrenzer sind elektromechanische Bauteile. Der zu überwachende Druck wirkt auf eine Membran, die gegen eine einstellbare Federvorkraft drückt. Beim Überschreiten des eingestellten Grenzwertes werden über einen Schaltklinkenmechanismus die Schaltkontakte geöffnet. Wenn der Druck wieder im zulässigen Bereich liegt, kann über den Rückstelltaster die Klinke entsperrt werden. Es ist allerdings die Hysterese des Begrenzers zu berücksichtigten, d. h. der Druck, bei dem der Begrenzer wieder zurückgesetzt werden kann, ist niedriger als der Schaltdruck.